# Mistrovství světa ve fotbale klubů 2008
Mistrovství světa ve fotbale klubů 2008 se odehrálo od 12. prosince do 21. prosince 2008 v Japonsku. Vítězem se stal Manchester United FC.

## Kvalifikované týmy
| Tým                                | Konfederace | Způsob kvalifikace |
| ---------------------------------- | ----------- | --- |
| Přímo kvalifikováni do semifinále  |             | |
| Manchester United FC               | UEFA        | Vítěz Ligy mistrů UEFA 2007/08 |
| LDU Quito                          | CONMEBOL    | Vítěz Copa Libertadores 2008 |
| Přímo kvalifikováni do čtvrtfinále |             | |
| CF Pachuca                         | CONCACAF    | Vítěz CONCACAF Champions' Cup 2008 |
| Gamba Ósaka                        | AFC         | Vítěz Ligy mistrů AFC 2008 |
| Al-Ahly SC                         | CAF         | Vítěz Ligy mistrů CAF 2008 |
| Účastníci předkola                 |             | |
| Waitakere United                   | OFC         | Vítěz Ligy mistrů OFC 2007/08 |
| Adelaide United FC                 | Hostitel    | Poražený finalista Ligy mistrů AFC 2008. Toto místo bylo vyhrazeno pro vítěze Japonské ligy, ale Gamba Osaka vyhrál asijskou ligu mistrů, a tak na mistrovství světa ve fotbale klubů postoupil poražený finalista Ligy mistrů AFC. |

## Zápasy
Všechny časy jsou místní (UTC+9)

### Předkolo
| 11. prosinec 2008 19:45 |        |                  |                           |
| Adelaide United FC      | 2 – 1  | Waitakere United | Olympijský Stadion, Tokio |
| Mullen 39' Dodd 83'     | Report | Seaman 34'       | Olympijský Stadion, Tokio |

### Čtvrtfinále
| 13. prosinec 2008 13:45    |                     |                                         |                           |
| Al-Ahly SC                 | 2 – 4 (prodloužení) | CF Pachuca                              | Olympijský Stadion, Tokio |
| Pinto 28' (vl.) Flávio 44' | Report              | Montes 47' Giménez 72' 110' Álvarez 98' | Olympijský Stadion, Tokio |

| 14. prosinec 2008 19:30 |        |             |                        |
| Adelaide United FC      | 0 – 1  | Gamba Ósaka | Toyota Stadium, Tojota |
|                         | Report | Endō 23'    | Toyota Stadium, Tojota |

### Semifinále
| 17. prosinec 2008 19:30 |        |                       |                           |
| CF Pachuca              | 0 – 2  | LDU Quito             | Olympijský Stadion, Tokio |
|                         | Report | Bieler 4' Bolaños 26' | Olympijský Stadion, Tokio |

| 18. prosinec 2008 19:30                      |        |                                                     |                                 |
| Gamba Ósaka                                  | 3 – 5  | Manchester United FC                                | International Stadium, Jokohama |
| Yamazaki 74' Endō 85' (pen.) Hashimoto 90+1' | Report | Vidić 28' Ronaldo 45+1' Rooney 75' 79' Fletcher 78' | International Stadium, Jokohama |

### Utkání o 5. místo
| 18. prosinec 2008 16:30 |        |                    |                                 |
| Al-Ahly SC              | 0 – 1  | Adelaide United FC | International Stadium, Jokohama |
|                         | Report | Cristiano 7'       | International Stadium, Jokohama |

### Utkání o 3. místo
| 21. prosinec 2008 16:30 |        |              |                                 |
| CF Pachuca              | 0 – 1  | Gamba Ósaka  | International Stadium, Jokohama |
|                         | Report | Yamazaki 29' | International Stadium, Jokohama |

### Finále
| 21. prosinec 2008 19:30 |        |                      |                                 |
| LDU Quito               | 0 – 1  | Manchester United FC | International Stadium, Jokohama |
|                         | Report | Wayne Rooney 73'     | International Stadium, Jokohama |

## Vítěz
| Mistrovství světa ve fotbale klubů 2008 Manchester United FC První titul Edwin van der Sar, Rafael, Rio Ferdinand , Nemanja Vidić, Patrice Evra, Pak Či-song, Michael Carrick, Anderson, Cristiano Ronaldo, Carlos Tévez, Wayne Rooney, Jonny Evans, Gary Neville, Darren Fletcher Trenér: Alex Ferguson |